# معما (مجموعه تلویزیونی)
معما یک مجموعه تلویزیونی محصول سال ۱۳۸۲ به کارگردانی محمدرضا آهنج، حسین قاسمی جامی و مسعود آب‌پرور به نویسندگی سعید رحمانی و تهیه‌کنندگی منصور سهراب‌پور می‌باشد.

## خلاصه داستان
سرگرد آذین در مسیر کاری خود با پرونده‌های گوناگون جنایی روبه رو می‌شود او بهمراه دستیارش سروان صبوری سعی درحل معمای روی داده دارد و حل هر کدام از این پرونده‌ها شکل دهنده یک قسمت از مجموعه فوق می‌باشد.

## بازیگران
- محمد کاسبی
- مجید مظفری
- روشنک عجمیان
- افشین سنگ‌چاپ
- فقیهه سلطانی
- بهمن دان
- احمد میررفیعی
- اکبر احمدی
- الهام حمیدی
- ایرج میررفیعی
- بیوک میرزایی
- پروین میکده
- جعفر دهقان
- حدیث فولادوند
- حمید دلشکیب
- رزا آرایش
- رضا سعیدی
- زهره داوودی
- سیامک اشعریون
- شهرزاد عبدالمجید
- شهرزاد صفوی
- صدیقه کیانفر
- عبدالرضا زهره کرمانی
- مجید مشیری
- مجید علم بیگی

## سایر عوامل تولید
- فیلم‌بردار:حسن اسدی
- صدابردار :محمد علیزاده
- تدوین: مهرداد خوشبخت
- موسیقی :فردین خلعتبری